# Sielsowiet Kałaurowicze
Sielsowiet Kałaurowicze (biał. Калавуравіцкі сельсавет; ros. Каллауровичский сельсовет) – sielsowiet na Białorusi, w obwodzie brzeskim, w rejonie pińskim, z siedzibą w Kałaurowiczach.
Według spisu z 2009 sielsowiet Kałaurowicze zamieszkiwało 570 osób, w tym 542 Białorusinów (95,09%), 15 Ukraińców (2,63%), 10 Rosjan (1,75%) i 3 osoby innych narodowości.

## Miejscowości
- wsie:
  - Holce
  - Kałaurowicze
  - Koczanowicze
  - Kudrycze
  - Osobowicze
  - Płoszczewo
  - Porośce